# 1705 au Canada
Pour un article plus général, voir Chronologie du Canada.
Cet article traite des événements qui se sont produits durant l'année 1705 au Canada.

## Événements
- 1er août : Philippe de Rigaud de Vaudreuil est nommé officiellement gouverneur Général de la Nouvelle-France (fin en 1725)[1].
- 6 septembre : Jacques Raudot et son fils Antoine-Denis Raudot arrivent à Québec et deviennent les deux co-intendant en Nouvelle-France[2].
- 22 septembre : Simon-Pierre Denys de Bonaventure devient gouverneur de l'Acadie[3].

- Abandon du Fort de la Montagne près de Montréal.
- Abandon de la Mission Saint-Ignace aux Grands Lacs[4].
- Le navire français Le Héros (1701) fait sa première liaison De Rochefort en France à Québec. Il fera le voyage durant plusieurs années au cours de la guerre de Succession d'Espagne.

## Naissances
- 21 mars : Jean-Pierre Aulneau, jésuite missionnaire († juin 1736).
- 25 avril : François Dupont Duvivier, militaire († 28 mai 1776).

## Décès
- Juillet : Michel Leneuf de La Vallière et de Beaubassin, gouverneur de l'Acadie (° 31 octobre 1640).
- 22 septembre : Jacques-François de Monbeton de Brouillan, gouverneur de l'Acadie (° 1651).